# Tyler Cowen
Tyler Cowen (/ˈkaʊ.ən/), né le 21 janvier 1962, est un économiste, professeur d'université et écrivain américain.
Il a étudié l'économie à l'université George Mason (B.S. en 1983) et à l'université Harvard (Ph.D. en 1987).
Il occupe la chaire Holbert C. Harris d'économie en tant que professeur à l'université George Mason, et est le coauteur, avec Alex Tabarrok (en), du blog d'économie Marginal Revolution. Il est l'auteur de la rubrique «Economic Scene» dans le New York Times, et écrit également pour des journaux tels que The New Republic, The Wall Street Journal, Forbes, Newsweek, et The Wilson Quarterly. Tyler Cowen est aussi le directeur général du Mercatus Center à l'université George Mason. En février 2011, une étude du magazine The Economist le classait comme l'un des économistes les plus influents de la décennie précédente.
Il est considéré comme un libertarien, de par ses nombreuses prises de position. Il a notamment critiqué la thèse de William Baumol sur l'économie du spectacle vivant dans un article de 1996 intitulé "Why I do not believe in the Cost-Disease" (Journal of Cultural Economics n°20, 1996, p. 207-214).

## Publications
- Public Goods and Market Failures: A Critical Examination (2 ed.). New Brunswick, NJ: Transaction Publishers. 1991.  (ISBN 978-1560005704).
- Risk and Business Cycles: New and Old Austrian Perspectives, Psychology Press. 1998.  (ISBN 9780415169196).
- In Praise of Commercial Culture, Cambridge, MA: Harvard University Press. 2000.  (ISBN 978-0674001886).
- What Price Fame?, Cambridge, MA: Harvard University Press. 2002.  (ISBN 978-0674008090).
- Creative Destruction: How Globalization Is Changing the World's Cultures, Princeton, NJ: Princeton University Press. 2004.  (ISBN 978-0691117836).
- Markets and Cultural Voices: Liberty vs. Power in the Lives of Mexican Amate Painters (Economics, Cognition, and Society), University of Michigan Press. 2005.  (ISBN 978-0472068890).
- Good and Plenty: The Creative Successes of American Arts Funding Princeton, NJ: Princeton University Press. 2006.  (ISBN 978-0691120423).
- Discover Your Inner Economist: Use Incentives to Fall in Love, Survive Your Next Meeting, and Motivate Your Dentist, Dutton Adult. 2007.  (ISBN 978-0525950257).
- Create Your Own Economy: The Path to Prosperity in a Disordered World, Dutton Adult. 2009.  (ISBN 0525951237).
- The Great Stagnation: How America Ate All the Low-Hanging Fruit of Modern History, Got Sick, and Will (Eventually) Feel Better, Dutton Adult. 2011.  (ISBN 978-0525952718).
- An Economist Gets Lunch: New Rules for Everyday Foodies, New York, NY: Dutton Adult. 2012.  (ISBN 978-0525952664).
- Average is Over: Powering America Beyond the Age of the Great Stagnation, Dutton Adult. 2013. p. 304.  (ISBN 978-0-5259-5373-9).
- The Complacent Class: The Self-Defeating Quest for the American Dream. New York, NY : St. Martins Press. 2017.  (ISBN 1250108691).
- Stubborn Attachments: A Vision for a Society of Free, Prosperous, and Responsible Individuals. Stripe Press. 2018.  (ISBN 978-1732265134)
- Big Business: A Love Letter to an American Anti-Hero. New York : St. Martin's Press, 2019.  (ISBN 978-1250110541).
- avec Daniel Gross, Talent: How to Identify Energizers, Creatives, and Winners Around the World. New York : St. Martin's Press, 2022.  (ISBN 978-1250275813).